# حشره‌خوار باتاک
 حشره‌خوار باتاک (نام علمی: Crocidura batakorum) نام یک گونه از سرده حشره‌خوارهای دندان‌سفید است.